# Judith Skudelny

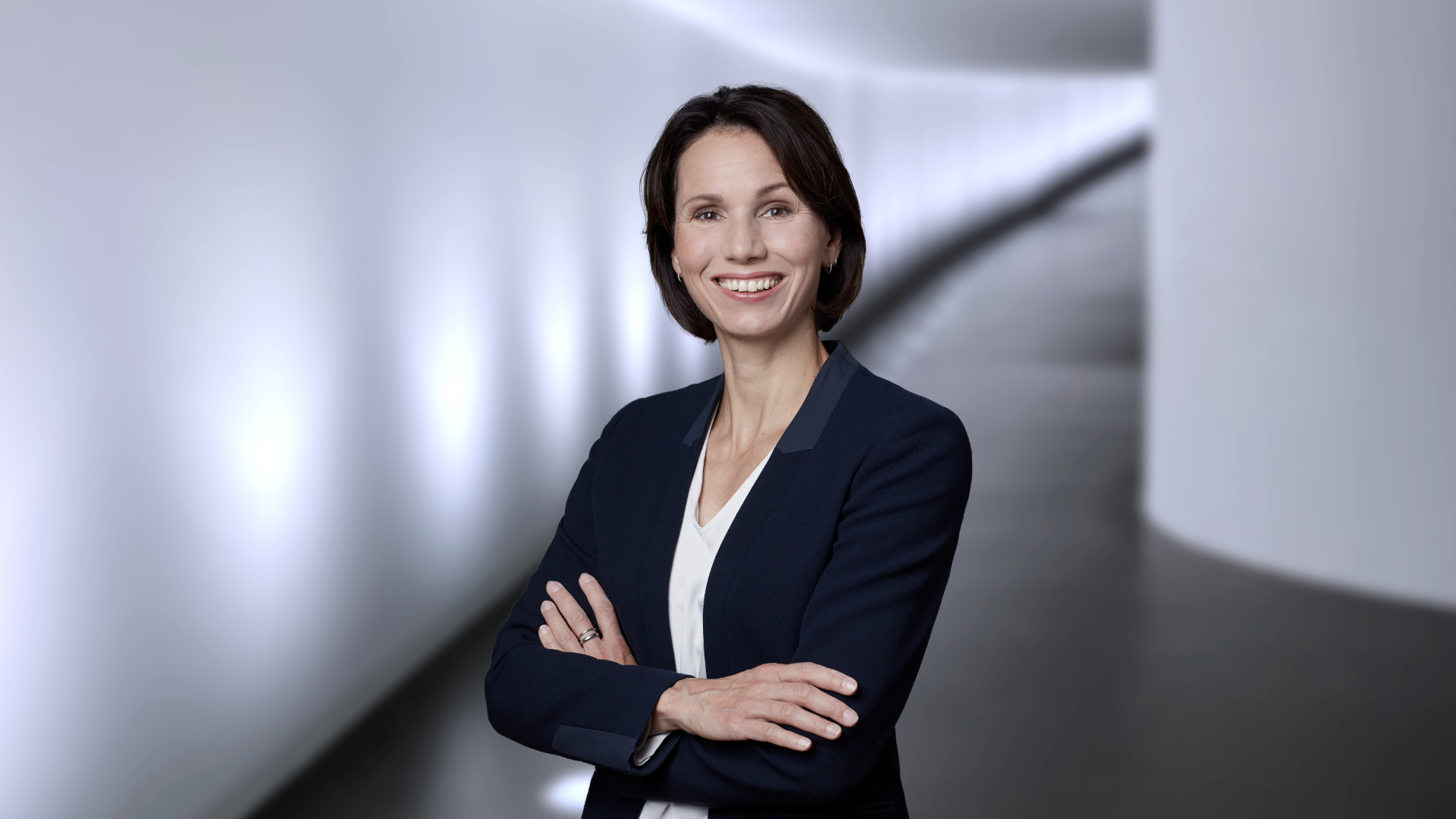
Judith Skudelny, 2022

Judith Sandra Skudelny (* 2. Oktober 1975 in Stuttgart) ist eine deutsche Politikerin der FDP und Rechtsanwältin. Skudelny war von 2009 bis 2013 Mitglied des Deutschen Bundestages und wurde 2017 erneut in den Bundestag gewählt. Seit 2013 ist sie Vorsitzende der Liberalen Frauen Baden-Württembergs und wurde 2015 als Generalsekretärin der FDP Baden-Württemberg gewählt. Bei der Bundestagswahl 2021 errang sie zum dritten Mal ein Bundestagsmandat, das sie aufgrund des Ausscheidens ihrer Partei 2025 wieder verlor.

## Leben
Judith Skudelny wuchs in Leinfelden-Echterdingen auf. Nach dem Abitur 1995 in Stuttgart-Möhringen absolvierte sie ein Studium der Rechtswissenschaften an der Universität Tübingen, das sie 1999 mit dem ersten Staatsexamen abschloss. Danach war Skudelny ein Jahr lang persönliche Referentin bei dem baden-württembergischen FDP-Landtagsabgeordneten Ulrich Noll.
Nach ihrem zweiten Staatsexamen wurde sie 2003 als Rechtsanwältin zugelassen und ist seitdem als Rechtsanwältin mit Schwerpunkten Sanierungs- und Insolvenzrecht tätig. Im Jahr 2005 wurde Skudelny als Insolvenzverwalterin bestellt und ist seit 2009 Partnerin in der Kanzlei Rüdisühli Rechtsanwälte GbR in Stuttgart. Bis Juli 2017 war sie sieben Jahre lang Geschäftsführerin eines Ingenieurbüros mit Sitz in Gerlingen, später Leonberg. Skudelny ist verheiratet und Mutter eines Sohnes und einer Tochter.

## Politik
Bereits als Schülerin trat Skudelny den Jungen Liberalen bei und ist seit 1998 Mitglied der FDP. Im Jahr 2004 wurde sie in den Gemeinderat ihres Wohnortes Leinfelden-Echterdingen gewählt (Wiederwahl 2009). Bei der Wahl 2009 zog Judith Skudelny über Listenplatz 12 der Landesliste Baden-Württemberg in den Bundestag ein.
Judith Skudelny war ordentliches Mitglied im Ausschuss für Umwelt, Naturschutz und Reaktorsicherheit. Hierbei war sie als Berichterstatterin zuständig für die Themen Lärm/Lärmschutz, nichtnuklearer Strahlenschutz, Umwelt und Umweltplanungsrecht, Bodenschutz und für das Querschnittsthema „Landwirtschaft und Umweltschutz“. Zu Beginn des Jahres 2013 übernahm Skudelny die Nachfolge von Christian Ahrendt (FDP) im Rechtsausschuss des Deutschen Bundestages. Als ordentliches Mitglied war sie seitdem zuständig für Insolvenzrecht, Versicherungsrecht, Zivilprozessrecht sowie Fahrgastrechte.
Zudem war Judith Skudelny stellvertretendes Mitglied im Ausschuss für Familien, Senioren, Frauen und Jugend. Gleichzeitig war sie seit 2011 ordentliches Mitglied der Enquete-Kommission „Wachstum, Wohlstand, Lebensqualität – Wege zu nachhaltigem Wirtschaften und gesellschaftlichem Fortschritt in der Sozialen Marktwirtschaft“. Diese Kommission beschäftigt sich mit der Problematik, wie gesellschaftliches Wachstum und Wohlstand mit nachhaltiger Entwicklung vereinbart werden können.
Darüber hinaus war Skudelny stellvertretendes Mitglied im Parlamentarischen Beirat für nachhaltige Entwicklung sowie im Untersuchungsausschuss Gorleben.
2009 nahm sie ihr damals vier Monate altes Baby mit zur konstituierenden Sitzung des Bundestages. Dadurch wurde ihre Tochter das erste Baby im Plenarsaal des Bundestages.
Im Jahr 2013 wurde Judith Skudelny zur Landesvorsitzenden der Liberalen Frauen Baden-Württembergs.
Seit 2015 ist Judith Skudelny Generalsekretärin der FDP Baden-Württemberg und wurde für die Bundestagswahl 2017 auf Listenplatz 2 aufgestellt.
2017 wurde Judith Skudelny Mitglied des 19. Deutschen Bundestag. Sie war dort ordentliches Mitglied des Ausschusses für Umwelt, Naturschutz und nukleare Sicherheit sowie stellvertretendes Mitglied im Ausschuss für Recht und Verbraucherschutz, sowie im Wahlausschuss. Zudem war Skudelny in der 19. Wahlperiode umweltpolitische Sprecherin der FDP-Bundestagsfraktion und Vorsitzende der FDP-Landesgruppe Baden-Württemberg.
2021 wurde Skudelny von ihrem Landesverband auf Platz 2 der Landesliste zur Bundestagswahl 2021 aufgestellt und zog am 26. September 2021 erneut ins Parlament ein.
Nach der Konstituierung des Parlaments wurde sie erneut zur Vorsitzenden der Landesgruppe Baden-Württemberg der FDP-Bundestagsfraktion gewählt und ist außerdem stellvertretende Vorsitzende der FDP-Frauengruppe.
In der 20. Wahlperiode des Deutschen Bundestages war sie ordentliches Mitglied im Ausschuss für Umwelt, Naturschutz, nukleare Sicherheit und Verbraucherschutz sowie stellvertretendes Mitglied im Rechtsausschuss.
Ab 2021 war sie Sprecherin für Umwelt- und Verbraucherschutz ihrer Fraktion und Berichterstatterin für das Thema Insolvenzpolitik sowie die Teilbereiche Verbandsklagen und Zwangsvollstreckungen. Sie war Mitglied im 2. Untersuchungsausschuss der 20. Wahlperiode des Deutschen Bundestages.
Für die Bundestagswahl 2025 war sie Spitzenkandidatin der FDP Baden-Württemberg.